# Kamnje (gmina Ajdovščina)
Kamnje – miejscowość w Słowenii w gminie Ajdovščina. We wsi jest kościół, parafia należy do diecezji Koper.